# Lola Prusac
Lola Prusac, née Leontyna Prussak à Łódź (Royaume du Congrès, Empire russe) le 18 janvier 1895 et morte à Paris 8e le 29 octobre 1985, est une créatrice de mode française qui, après avoir travaillé pour Hermès de 1926 à 1935, fonde à Paris en 1935 une maison de couture qui porte son nom, qu'elle dirige jusqu'en 1980.

## Origines et famille
Le père de Leontyna Prussak, Maurice Prussak, appartient à la troisième génération de grands industriels tisserands installés à Łódź, dans la partie de la Pologne occupée par la Russie. Łódź était surnommé le « Manchester de l'Europe centrale » ; laine et coton y étaient filés, tissés et teints pour tout l'Empire russe. Une dizaine de grandes familles s'y partageaient cette activité. Les usines Prussak employaient jusque 10 000 ouvriers.
Lola Prusac est la cadette de trois sœurs. Ses sœurs Saloméa (°1884) et Stéphanie (°1886) viennent vivre à Paris avant la Première Guerre mondiale. Elle les y rejoint et habite une pension du quartier du Montparnasse avec sa sœur aînée, libraire. Elle s'inscrit à la Sorbonne et à l'École du Louvre. Elle épouse le 9 juillet 1919 le professeur de physiologie comparée à la faculté des Sciences Robert Lévy, dont elle divorce en novembre 1945, sans enfant. En 1926, elle est embauchée par Hermès pour créer la première collection féminine. Elle y travaille une dizaine d'années avant d'ouvrir sa propre marque en 1936. Sa maison de couture se trouve au 93 rue du Faubourg Saint-Honoré à Paris. Elle organise ses premiers défilés à partir de la fin des années 1940. Elle sort son premier parfum en 1958. 
Elle reçoit en 1978 l'aiguille d'or, une récompense pour les créateurs et créatrices de modes talentueux. Elle se retire après 1980, année au cours de laquelle Madame Grès lui remet ses insignes de chevalier de la Légion d'honneur.
Elle décède le 29 octobre 1985 à son domicile 35, avenue Matignon.

## Ses débuts chez Hermès
Par relations, elle se fait présenter à Émile Hermès, qui va l'engager. Lola Prusac est alors modéliste. Ses premières créations sont des pull-overs. « Lola Prusac, polonaise d'origine, très influencée par l'art folklorique de son pays, avait un sens de l'harmonie des couleurs absolument extraordinaire. Ses pull-overs eurent un succès aussi grand qu'immédiat ». 
Elle va ensuite créer des collections de tenues de plage et maillots de bain ; puis des tenues de sport d'hiver et de campagne. Elle fut « une des premières à avoir proposé du sportswear aux élégantes sportives ».  Selon le témoignage de Jean René Guerrand, son responsable et le gendre d'Émile Hermès : « Lola Prusac, notre modéliste, dessinait des maillots de bain imprimés et eut l'idée de créer des écharpes assorties. En cherchant des motifs, elle découvrit deux planches représentant les hémisphères qu'elle fit imprimer et nomma Zodiac. Ce n'étaient pas des carrés proprement dit mais l'esprit y était et l'« Omnibus des dames blanches », le premier carré d'Hermès, ne tarda pas à voir le jour ».
Au début des années 1930, elle voit à Montparnasse les plus récentes œuvres de Mondrian et convainc Émile Hermès de faire fabriquer une ligne de sacs et bagages directement inspirés des œuvres de ce peintre avec des incrustations de cuir rouge, bleu et jaune. « C'est ainsi qu'apparurent dans nos vitrines des valises et des sacs à incrustations géométriques qui étaient du pur Mondrian ».
La directrice artistique chez Hermès Nadège Vanhee-Cybulski lui rend hommage en 2014 au même titre que Catherine de Károlyi.

## Ses amis artistes
Dès son arrivée à Paris, Lola Prusac se plaît dans le milieu des artistes de Montparnasse, là où elle vit. Sa sœur aînée tient une librairie artistique sur le boulevard du Montparnasse, face à la rue Boissonade. Elle va y rencontrer Robert Delaunay et sa jeune femme Sonia, venue d'Ukraine. Mais elle demeure éclectique dans ses relations : Modigliani, Dunoyer de Segonzac, la galériste Katia Granoff, et même l'écrivain Colette.
Ses créations pour Hermès se ressentent de toutes ses influences. « Monsieur Hermès nous encourageait beaucoup dans cette voie qui donnait une impulsion nouvelle à toute la maison ». Toute sa vie, Lola Prusac est marquée par le surréalisme. Ses créations de bijoux vont s'en ressentir.

## Indépendance

### Installation en 1935
En 1935, Lola Prusac quitte Hermès. Elle installe sa propre maison au 93, rue du Faubourg-Saint-Honoré. Les premières photos de ses collections font la part belle aux tricots et broderies. Elle va trouver une clientèle de femmes qui cherchent des vêtements commodes pour les voyages.

### Après-guerre, la reconnaissance
Dès 1948, elle présente ses collections deux fois par an. Elle se spécialise dans les vêtements de type « sport-tricot ». Pour cette raison, bien qu'elle en ait été membre depuis 1942, la chambre syndicale de la haute couture lui refuse en 1952 le statut « Couture-Création ». 
Elle présentera néanmoins ses collections pendant les semaines de la couture parisienne,.

### Clientes célèbres
On compte parmi ses clientes célèbres Ingrid Bergman et Lauren Bacall, la duchesse de Windsor pour ses tenues de week-end , Brigitte Bardot, Catherine Deneuve.
La comédienne Silvia Monfort est habillée par Lola Prusac, spécialement dans une pièce de Jean-Christian Grinevald en octobre 1976.

### Parfums
Un premier parfum a été créé et distribué en 1958. Dénommé « Sega », d'après le nom de l'oiseau de Noé dans la Bible, le flacon est en aluminium doré bouché de noir. Son second parfum est lancé en 1967 et dénommé « Gant de crin ». Il est présenté par la créatrice comme une « eau fraîche d'usage mixte »,.

## Collections publiques
En 2015, le musée de l'Histoire de l'immigration conçoit une exposition Fashion Mix, hommage aux créateurs immigrés qui ont marqué la mode : Lola Prusac y est présentée aux côtés de la princesse Irène Youssoupoff au titre de la maison de mode Irfé active entre 1924 et 1931.
En avril 2022, le musée des arts décoratifs reçoit un don de la famille Paulhan de vêtements réalisés par la créatrice.